# مقیاس‌بندی ولتاژ پویا
مقیاس‌بندی ولتاژ پویا یک روش مدیریت نیرو در معماری رایانه است، جایی که بسته به شرایط، ولتاژ مورد استفاده در یک قطعه افزایش یا کاهش می‌یابد. مقیاس‌بندی ولتاژ پویا برای افزایش ولتاژ به عنوان اضافه‌ولتاژ شناخته می‌شود. مقیاس‌بندی ولتاژ پویا برای کاهش ولتاژ به عنوان زیرولتاژ شناخته می‌شود. زیرولتاژ به منظور صرفه‌جویی توان، به ویژه در لپ‌تاپها و سایر دستگاه‌های قابل حمل انجام می‌شود، در جایی که انرژی از باتری حاصل می‌شود و بنابراین محدود یا در موارد نادری برای افزایش قابلیت اطمینان است. اضافه‌ولتاژ به منظور افزایش کارایی رایانه انجام می‌شود.
اصطلاح «اضافه‌ولتاژ» همچنین برای افزایش ولتاژ عملیاتی ساکن اجزای رایانه برای اجازه کار با سرعت بالاتر (اورکلاک کردن) استفاده می‌شود.

## مطالعه بیشتر
- Gaudet, Vincent C. (2014-04-01) [2013-09-25]. "Chapter 4.1. Low-Power Design Techniques for State-of-the-Art CMOS Technologies". In Steinbach, Bernd (ed.). Recent Progress in the Boolean Domain (1 ed.). Newcastle upon Tyne, UK: Cambridge Scholars Publishing. pp. 187–212. ISBN 978-1-4438-5638-6. Retrieved 2019-08-04.  (455 pages)